# Décès en mai 2021
Décès
- 2017
- 2018
- 2019
- 2020
- 2021
- 2022
- 2023
- 2024
- 2025

Pour une information complémentaire, voir la page d'aide.

| Date    | Nom                                  | Activités                                                                                              | Âge   | Source |
| ------- | ------------------------------------ | --- | ----- | ------ |
| 1er mai | Pieter Aspe                          | Écrivain belge.                                                                                        | 68    | (nl)   |
| 1er mai | Yves Cheylan                         | Joueur d'échecs français.                                                                              | 82    | (ru)   |
| 1er mai | Tava Colo                            | Supercentenaire française.                                                                             | 118   |        |
| 1er mai | Francis Ducreux                      | Coureur cycliste français.                                                                             | 76    |        |
| 1er mai | Marc Dudicourt                       | Acteur français.                                                                                       | 88    |        |
| 1er mai | Olympia Dukakis                      | Actrice américaine.                                                                                    | 89    | (en)   |
| 1er mai | Jean Fontaine                        | Prêtre, théologien et écrivain français.                                                               | 84    |        |
| 1er mai | Helen Murray Free                    | Chimiste américaine.                                                                                   | 98    | (en)   |
| 1er mai | Willy Kurant                         | Directeur de la photographie belge.                                                                    | 87    |        |
| 1er mai | Nine Moati                           | Romancière française.                                                                                  | 83    |        |
| 1er mai | John Paul Leon                       | Auteur de bandes dessinées américain.                                                                  | 49    | (en)   |
| 1er mai | Walter Strack                        | Peintre et sculpteur franco-suisse.                                                                    | 84    |        |
| 1er mai | Stuart Woolf                         | Historien et traducteur britannique.                                                                   | 85    | (en)   |
| 2 mai   | Carlos Romero Barceló                | Homme politique portoricain.                                                                           | 88    | (en)   |
| 2 mai   | Jesús Hilario Tundidor               | Poète espagnol.                                                                                        | 85    | (es)   |
| 2 mai   | Bobby Unser                          | Pilote automobile américain.                                                                           | 87    |        |
| 3 mai   | Rafael Albrecht                      | Footballeur argentin.                                                                                  | 79    | (es)   |
| 3 mai   | Jacques d'Amboise                    | Danseur et chorégraphe américain.                                                                      | 86    | (en)   |
| 3 mai   | Béchir Ben Yahmed                    | Journaliste franco-tunisien.                                                                           | 93    |        |
| 3 mai   | Aurélien Boisvert                    | Historien canadien.                                                                                    | 93    |        |
| 3 mai   | Donald William Cameron               | Homme politique canadien.                                                                              | 74    | (en)   |
| 3 mai   | Michèle Léridon                      | Journaliste française.                                                                                 | 62    |        |
| 3 mai   | Lloyd Price                          | Chanteur de rhythm and blues américain.                                                                | 88    | (en)   |
| 3 mai   | Kamel Tchalabi                       | Footballeur international algérien.                                                                    | 74    |        |
| 4 mai   | Simon Achidi Achu                    | Homme d'État camerounais.                                                                              | 86    |        |
| 4 mai   | Chuck Hicks                          | Acteur américain.                                                                                      | 93    | (en)   |
| 4 mai   | Nick Kamen                           | Chanteur et mannequin britannique.                                                                     | 59    | (en)   |
| 4 mai   | Yosef Kleinman                       | Survivant d'Auschwitz israélien.                                                                       | 91    | (en)   |
| 4 mai   | Genji Kuniyoshi                      | Chanteur japonais.                                                                                     | 90    | (ja)   |
| 4 mai   | Ricky Lo                             | Journaliste et écrivain sino-philippin.                                                                | 75    | (en)   |
| 4 mai   | Leslie Marr                          | Pilote automobile britannique.                                                                         | 98    | (en)   |
| 4 mai   | Alan McLoughlin                      | Footballeur irlandais.                                                                                 | 54    | (en)   |
| 4 mai   | Julião Sarmento                      | Plasticien portugais.                                                                                  | 72    | (en)   |
| 4 mai   | Bernard Ziegler                      | Ingénieur et pilote d'essai français.                                                                  | 88    |        |
| 5 mai   | Paul Chomat                          | Homme politique français.                                                                              | 83    |        |
| 5 mai   | Fikrat Goja                          | Poète azerbaïdjanais.                                                                                  | 85    | (ru)   |
| 5 mai   | Abelardo González                    | Footballeur espagnol.                                                                                  | 76    | (es)   |
| 5 mai   | Bertil Johansson                     | Footballeur suédois.                                                                                   | 86    | (se)   |
| 5 mai   | George Jung                          | Trafiquant de drogue colombo-américain.                                                                | 78    | (en)   |
| 5 mai   | René Le Corre                        | Poète français.                                                                                        | 98    |        |
| 5 mai   | Philipose Mar Chrysostom             | Prélat indien de l'Église malankare Mar Thoma.                                                         | 104   | (en)   |
| 6 mai   | Yitzhak Arad                         | Historien, pédagogue et écrivain polonais, soviétique puis israélien.                                  | 94    | (ru)   |
| 6 mai   | Humberto Maturana                    | Biologiste, cybernéticien et philosophe chilien.                                                       | 92    | (es)   |
| 6 mai   | Kentarō Miura                        | Dessinateur et scénariste de mangas japonais.                                                          | 54    | (ja)   |
| 6 mai   | Jacques Nihoul                       | Ingénieur belge.                                                                                       | 83    |        |
| 6 mai   | Georges Perron                       | Prélat catholique français.                                                                            | 96    | (en)   |
| 6 mai   | Christophe Revault                   | Footballeur français.                                                                                  | 49    |        |
| 7 mai   | Hubert Hughes                        | Haut fonctionnaire et homme politique britannique d'Anguilla, Ministre en chef d'Anguilla.             | 87    | (en)   |
| 7 mai   | Tawny Kitaen                         | Actrice américaine.                                                                                    | 59    |        |
| 7 mai   | Egor Ligatchev                       | Haut fonctionnaire soviétique puis russe.                                                              | 100   | (ru)   |
| 7 mai   | Martín Pando                         | Footballeur argentin.                                                                                  | 86    | (es)   |
| 7 mai   | Ahmed Tarbi                          | Haltérophile algérien.                                                                                 | 67    |        |
| 8 mai   | Raul Danda                           | Homme politique angolais.                                                                              | 63    | (pt)   |
| 8 mai   | Georgi Dimitrov                      | Footballeur bulgare.                                                                                   | 62    | (bg)   |
| 8 mai   | Graeme Ferguson                      | Réalisateur et directeur de la photographie canadien.                                                  | 91    | (en)   |
| 8 mai   | Curtis Fuller                        | Tromboniste de jazz américain.                                                                         | 86    | (en)   |
| 8 mai   | Ronald Inglehart                     | Politologue et sociologue américain.                                                                   | 86    | (en)   |
| 8 mai   | Helmut Jahn                          | Architecte allemand.                                                                                   | 81    | (en)   |
| 8 mai   | Theódoros Katsanévas                 | Homme politique grec.                                                                                  | 74    | (el)   |
| 8 mai   | German Lorca                         | Photographe brésilien.                                                                                 | 98    | (pt)   |
| 8 mai   | Jean Maran                           | Homme politique français.                                                                              | 101   |        |
| 8 mai   | Gordon Pettengill                    | Radioastronome et physicien américain.                                                                 | 95    | (en)   |
| 8 mai   | Jean-Luc Phaneuf                     | Joueur canadien de hockey sur glace.                                                                   | 65    |        |
| 8 mai   | Pierre du Pont IV                    | Homme politique américain.                                                                             | 86    | (en)   |
| 8 mai   | Jean-Claude Romer                    | Acteur et critique de cinéma français.                                                                 | 88    |        |
| 8 mai   | Spencer Silver                       | Chimiste américain.                                                                                    | 80    | (en)   |
| 8 mai   | Robert Walpole                       | Homme politique britannique.                                                                           | 82    | (en)   |
| 9 mai   | Eva Bal                              | Metteuse en scène néerlandaise.                                                                        | 82    | (nl)   |
| 9 mai   | Jacques Bouveresse                   | Philosophe français.                                                                                   | 80    |        |
| 9 mai   | José Manuel Caballero Bonald         | Poète, romancier et essayiste espagnol.                                                                | 94    | (es)   |
| 9 mai   | Monique Cerisier-ben Guiga           | Femme politique française.                                                                             | 78    |        |
| 9 mai   | Neil Connery                         | Acteur britannique.                                                                                    | 83    | (en)   |
| 9 mai   | Bratislav Petković                   | Dramaturge, metteur en scène, scénariste et homme politique yougoslave puis serbe.                     | 72    | (ru)   |
| 9 mai   | Julien Zidi                          | Réalisateur français.                                                                                  | 48    |        |
| 10 mai  | Maurice Adevah-Pœuf                  | Homme politique français.                                                                              | 78    |        |
| 10 mai  | Miguel Arellano                      | Basketteur mexicain.                                                                                   | 80    | (es)   |
| 10 mai  | Sami Hasan Al Nash                   | Entraîneur de football yéménite, sélectionneur de son pays.                                            | 64    | (en)   |
| 10 mai  | Michel Fourniret                     | Violeur, pédophile et tueur en série français.                                                         | 79    |        |
| 10 mai  | Fortunato Franco                     | Footballeur indien.                                                                                    | 82    | (en)   |
| 10 mai  | Jerome Kagan                         | Psychologue américain.                                                                                 | 92    | (en)   |
| 10 mai  | Ghislain Lafont                      | Théologien et moine bénédictin français.                                                               | 93    |        |
| 10 mai  | Cristopher Mansilla                  | Cycliste sur piste chilien.                                                                            | 30    | (es)   |
| 10 mai  | Denis Rigal                          | Poète français.                                                                                        | 83    |        |
| 10 mai  | Svante Thuresson                     | Chanteur et musicien de jazz suédois.                                                                  | 84    | (se)   |
| 10 mai  | Gorka Aulestia Txakartegi            | Écrivain et historien basque espagnol.                                                                 | 88    | (es)   |
| 11 mai  | Jean-René Bernard                    | Haut-fonctionnaire et inspecteur général des finances français.                                        | 88    |        |
| 11 mai  | Serge Bouchard                       | Anthropologue, essayiste et homme de médias québécois.                                                 | 73    |        |
| 11 mai  | Bernard Lachance                     | Auteur-compositeur-interprète canadien.                                                                | 46    |        |
| 11 mai  | Norman Lloyd                         | Acteur américain.                                                                                      | 106   | (en)   |
| 11 mai  | Richard Nonas                        | Sculpteur américain.                                                                                   | 85    | (en)   |
| 11 mai  | Wilfried Peffgen                     | Cycliste sur piste allemand.                                                                           | 78    | (de)   |
| 11 mai  | Buddy Van Horn                       | Cascadeur américain.                                                                                   | 92    | (en)   |
| 12 mai  | Jerry Burns                          | Joueur puis entraîneur de foot U.S. américain.                                                         | 94    | (en)   |
| 12 mai  | Seamus Deane                         | Écrivain, poète et critique littéraire irlandais.                                                      | 81    | (en)   |
| 12 mai  | Jiří Feureisl                        | Footballeur tchécoslovaque.                                                                            | 89    | (cs)   |
| 12 mai  | Ivanildo Rozenblad                   | Footballeur surinamien.                                                                                | 24    | (nl)   |
| 12 mai  | Ubiratàn D'Ambrosio                  | Mathématicien brésilien.                                                                               | 88    | (pt)   |
| 13 mai  | Raymond Biaussat                     | Peintre français.                                                                                      | 89    |        |
| 13 mai  | Olivier Jean-Marie                   | Réalisateur français.                                                                                  | 60    |        |
| 13 mai  | Abel Murrieta Gutiérrez              | Homme politique mexicain.                                                                              | 58    | (es)   |
| 13 mai  | Christa Stubnick                     | Athlète de sprint allemande, double médaillée d'argent aux Jeux olympiques d'été de 1956.              | 87    | (de)   |
| 14 mai  | Sándor Balassa                       | Compositeur hongrois.                                                                                  | 86    | (hu)   |
| 14 mai  | Jay Barbree                          | Journaliste américain.                                                                                 | 87    | (en)   |
| 14 mai  | Torkild Brakstad                     | Footballeur norvégien.                                                                                 | 75    | (no)   |
| 14 mai  | Jean Combot                          | Footballeur français.                                                                                  | 92    |        |
| 14 mai  | Olga Domuladzhanova                  | Boxeuse russe.                                                                                         | 52    | (ru)   |
| 14 mai  | Raimund Hoghe                        | Danseur et chorégraphe allemand.                                                                       | 72    | (de)   |
| 14 mai  | New Jack                             | Catcheur américain.                                                                                    | 58    | (en)   |
| 14 mai  | Haziq Kamaruddin                     | Archer malaisien.                                                                                      | 27    | (en)   |
| 14 mai  | Masao Kawai                          | Primatologue japonais.                                                                                 | 97    | (ja)   |
| 14 mai  | Ester Mägi                           | Compositrice et pédagogue soviétique puis estonienne.                                                  | 99    | (ee)   |
| 14 mai  | Wang Yuan                            | Mathématicien et éducateur chinois.                                                                    | 91    | (zh)   |
| 15 mai  | Alexander Bisenz                     | Humoriste et artiste peintre autrichien.                                                               | 59    | (de)   |
| 15 mai  | Deanna Milvia Frosini                | Scénographe, actrice et artiste peintre italienne.                                                     | 81    | (it)   |
| 16 mai  | René Cardona III                     | Acteur, réalisateur, scénariste et producteur mexicain.                                                | 58/59 | (es)   |
| 16 mai  | Bruno Covas                          | Homme politique brésilien.                                                                             | 41    | (pt)   |
| 16 mai  | Jean de Grégorio                     | Joueur français de rugby à XV.                                                                         | 85    |        |
| 16 mai  | Samir Hadjaoui                       | Footballeur algérien.                                                                                  | 42    |        |
| 16 mai  | Michel Jouenne                       | Peintre, illustrateur, lithographe et sculpteur français.                                              | 88    |        |
| 16 mai  | Ailsa Land                           | Économiste britannique.                                                                                | 93    | (en)   |
| 16 mai  | Rildo                                | Footballeur puis entraîneur brésilien.                                                                 | 79    | (pt)   |
| 16 mai  | Valentine Schlegel                   | Sculptrice et céramiste française.                                                                     | 95    |        |
| 16 mai  | Raphaël Sorin                        | Éditeur français.                                                                                      | 78    |        |
| 16 mai  | Alessandro Talotti                   | Athlète de saut italien.                                                                               | 40    | (it)   |
| 16 mai  | Pierre Tritsch                       | Peintre français.                                                                                      | 91    |        |
| 17 mai  | Nicolas Ker                          | Chanteur français.                                                                                     | 50    |        |
| 17 mai  | Casildo João Maldaner                | Homme politique brésilien.                                                                             | 79    | (pt)   |
| 17 mai  | Buddy Roemer                         | Homme politique américain.                                                                             | 77    | (en)   |
| 17 mai  | Magdeleine Willame-Boonen            | Femme politique belge.                                                                                 | 80    |        |
| 18 mai  | Franco Battiato                      | Auteur-compositeur-interprète et musicien italien.                                                     | 76    | (it)   |
| 18 mai  | Oscar Cáceres                        | Guitariste classique et professeur de musique uruguayen.                                               | 93    |        |
| 18 mai  | Zeyneb Farhat                        | Femme de culture et militante féministe tunisienne.                                                    | 63/64 |        |
| 18 mai  | John Gomery                          | Juge canadien.                                                                                         | 88    |        |
| 18 mai  | Charles Grodin                       | Acteur, scénariste, producteur et écrivain américain.                                                  | 86    | (en)   |
| 18 mai  | Gilles Lupien                        | Joueur canadien de hockey sur glace.                                                                   | 67    |        |
| 18 mai  | Henri Tame Soumedjong                | Entrepreneur, homme d'affaires et homme politique camerounais.                                         | 85    |        |
| 18 mai  | Corinne Wood                         | Femme politique américaine.                                                                            | 66    | (en)   |
| 19 mai  | Oscar Cavagnis                       | Coureur cycliste italien.                                                                              | 46    |        |
| 19 mai  | Gilbert Comtois                      | Acteur canadien.                                                                                       | 83    |        |
| 19 mai  | Alix Dobkin                          | Auteure-compositrice-interprète folklorique américaine, mémorialiste et militante féministe lesbienne. | 80    | (en)   |
| 19 mai  | Lee Evans                            | Athlète de sprint américain, double champion olympique aux Jeux olympiques d'été de 1968.              | 74    |        |
| 19 mai  | Josep Franch Xargay                  | Footballeur espagnol.                                                                                  | 77    | (es)   |
| 19 mai  | Alain Kirili                         | Artiste français.                                                                                      | 74    |        |
| 19 mai  | Zakpa Komenan                        | Homme politique ivoirien.                                                                              | 76    |        |
| 19 mai  | Paul Mooney                          | Acteur, scénariste et producteur de télévision américain.                                              | 79    | (en)   |
| 19 mai  | Mason Phelps Jr                      | Cavalier de concours complet américain.                                                                | 71/72 | (en)   |
| 19 mai  | Aleksandr Privalov                   | Biathlète soviétique, médaillé d'argent et de bronze olympique (1960, 1964).                           | 87    | (ru)   |
| 19 mai  | Guillermo Sepúlveda                  | Footballeur mexicain.                                                                                  | 87    | (es)   |
| 19 mai  | Martin Turnovský                     | Chef d'orchestre tchèque puis autrichien.                                                              | 92    | (cs)   |
| 20 mai  | Jean Bayle-Lespitau                  | Dirigeant français de basket-ball.                                                                     | 91    |        |
| 20 mai  | Francisco Brines                     | Poète espagnol.                                                                                        | 89    | (es)   |
| 20 mai  | Bertrand Herz                        | Ingénieur français.                                                                                    | 91    | (de)   |
| 20 mai  | Moussa Narou N'Diaye                 | Joueur de basket-ball sénégalais.                                                                      | 86    |        |
| 20 mai  | Sándor Puhl                          | Arbitre de football hongrois.                                                                          | 65    | (ru)   |
| 20 mai  | Henri-Dominique Saffrey              | Helléniste et philosophe français.                                                                     | 100   |        |
| 21 mai  | Ibrahim Attahiru                     | Lieutenant général nigérian.                                                                           | 54    | (en)   |
| 21 mai  | Rajkumar Keswani                     | Journaliste indien.                                                                                    | 70    | (en)   |
| 21 mai  | Dieter Neuendorf                     | Sauteur à ski est-allemand puis allemand.                                                              | 80    | (pl)   |
| 21 mai  | Manfred Ommer                        | Athlète de sprint allemand.                                                                            | 70    | (de)   |
| 21 mai  | Taïr Salakhov                        | Peintre et professeur soviétique, azerbaïdjanais et russe.                                             | 92    | (ru)   |
| 21 mai  | Giuliano Scabia                      | Écrivain, poète et metteur en scène italien.                                                           | 85    | (it)   |
| 21 mai  | Eddy Zemach                          | Philosophe israélien.                                                                                  | 85    | (en)   |
| 22 mai  | Francesc Arnau                       | Footballeur espagnol.                                                                                  | 46    |        |
| 22 mai  | Jeanne Bot                           | Supercentenaire française.                                                                             | 116   |        |
| 22 mai  | Colette Brull-Ulmann                 | Résistante et pédiatre française.                                                                      | 101   |        |
| 22 mai  | Jacqueline Caurat                    | Présentatrice, animatrice de télévision et journaliste française.                                      | 93    |        |
| 22 mai  | Jorge García Carneiro                | Officier et homme politique vénézuélien.                                                               | 69    | (es)   |
| 22 mai  | Ron Hill                             | Athlète britannique.                                                                                   | 82    | (en)   |
| 22 mai  | Jorge Larrañaga                      | Avocat uruguayen.                                                                                      | 64    | (es)   |
| 22 mai  | Robert Marchand                      | Cycliste français.                                                                                     | 109   |        |
| 22 mai  | Pavol Szikora                        | Marcheur slovaque.                                                                                     | 69    |        |
| 22 mai  | Yuan Longping                        | Biologiste et inventeur chinois.                                                                       | 91    |        |
| 23 mai  | Josep Almudéver Mateu                | Membre des Brigades internationales français.                                                          | 101   | (es)   |
| 23 mai  | José Agusto Briones                  | Homme d'État équatorien.                                                                               | 60    | (es)   |
| 23 mai  | Eric Carle                           | Auteur de littérature de jeunesse germano-américain.                                                   | 91    | (en)   |
| 23 mai  | Bob Fulton                           | Joueur, entraîneur et commentateur de rugby à XIII australien.                                         | 73    | (en)   |
| 23 mai  | Patrick Grenthe                      | Président de la Fédération française de bridge français.                                               | 71    |        |
| 23 mai  | Cristóbal Halffter                   | Compositeur et chef d'orchestre espagnol.                                                              | 91    | (es)   |
| 23 mai  | John Le Lievre                       | Joueur de squash anglais.                                                                              | 64    | (en)   |
| 23 mai  | Paulo Mendes da Rocha                | Architecte brésilien.                                                                                  | 92    | (pt)   |
| 23 mai  | Ahmed Mestiri                        | Avocat et homme politique tunisien.                                                                    | 95    |        |
| 23 mai  | Max Mosley                           | Avocat, pilote automobile et homme d’affaires britannique, président de la FIA de 1993 à 2009.         | 81    |        |
| 23 mai  | Michel Remaud                        | Prêtre catholique français.                                                                            | 80    |        |
| 23 mai  | Alex Salaueu                         | Peintre soviétique puis biélorusse.                                                                    | 94    | (ru)   |
| 24 mai  | Cabo Almi                            | Militaire et homme politique brésilien.                                                                | 58    | (pt)   |
| 24 mai  | Anna Halprin                         | Danseuse et chorégraphe américaine.                                                                    | 100   |        |
| 24 mai  | Marie-Catherine Kingbo               | Religieuse sénégalaise.                                                                                | 68    |        |
| 24 mai  | José Mailhot                         | Ethnologue canadienne.                                                                                 | 78    |        |
| 24 mai  | Henri Paris                          | Militaire français.                                                                                    | 85    |        |
| 24 mai  | Itoko Tsuji                          | Actrice japonaise.                                                                                     | 73    | (ja)   |
| 24 mai  | Samuel E. Wright                     | Acteur américain.                                                                                      | 74    | (en)   |
| 24 mai  | Marinette Yetna                      | Femme politique et chef d'entreprise camerounaise.                                                     | 55    |        |
| 25 mai  | Grégoire Pierre XX Ghabroyan         | Patriarche de l'Église catholique arménienne.                                                          | 86    |        |
| 25 mai  | Roger Gifford                        | Banquier britannique.                                                                                  | 65    | (en)   |
| 25 mai  | Eilat Mazar                          | Archéologue israélienne.                                                                               | 64    | (en)   |
| 25 mai  | John Warner                          | Homme politique américain.                                                                             | 94    | (en)   |
| 26 mai  | Adrián Babič                         | Cycliste sur route slovaque.                                                                           | 24    | (sk)   |
| 26 mai  | Umaru Din Sesay                      | Footballeur international sierraléonais.                                                               | 77    |        |
| 26 mai  | Roser Bru                            | Peintre et graveur hispano-chilienne.                                                                  | 98    | (es)   |
| 26 mai  | Tarcisio Burgnich                    | Footballeur italien.                                                                                   | 82    | (it)   |
| 26 mai  | Isabella De Bernardi                 | Actrice italienne.                                                                                     | 57    | (it)   |
| 26 mai  | Murray Dowey                         | Joueur canadien de hockey sur glace, champion aux Jeux olympiques d'hiver de 1948.                     | 95    | (en)   |
| 26 mai  | Jerome Hellman                       | Producteur de cinéma américain.                                                                        | 92    | (en)   |
| 26 mai  | Patrice Kayo                         | Écrivain, poète et essayiste camerounais.                                                              | 79    |        |
| 26 mai  | Lambert Kelchtermans                 | Homme d'État belge.                                                                                    | 91    | (nl)   |
| 26 mai  | Kay Lahusen                          | Journaliste américaine.                                                                                | 91    | (en)   |
| 26 mai  | Arturo Luz                           | Peintre, graveur, designer et sculpteur philippin.                                                     | 94    | (en)   |
| 26 mai  | Paul Soles                           | Acteur canadien.                                                                                       | 90    | (en)   |
| 27 mai  | Pierre Bessot                        | Joueur français de rugby à XV.                                                                         | 86    |        |
| 27 mai  | Shane Briant                         | Acteur britannique.                                                                                    | 74    | (en)   |
| 27 mai  | Carla Fracci                         | Danseuse italienne.                                                                                    | 84    | (it)   |
| 27 mai  | Robert Hogan                         | Acteur américain.                                                                                      | 87    | (en)   |
| 27 mai  | Jaime Lerner                         | Architecte et homme politique brésilien.                                                               | 83    | (pt)   |
| 27 mai  | María Teresa Miras Portugal          | Scientifique espagnole.                                                                                | 73    | (es)   |
| 27 mai  | Peter Millett                        | Juge et ancien Lord of Appeal in Ordinary britannique.                                                 | 88    | (es)   |
| 27 mai  | Génia Oboeuf                         | Déportée française d'origine polonaise.                                                                | 97    |        |
| 27 mai  | John Christopher Ingham Roper-Curzon | Homme politique britannique.                                                                           | 92    | (en)   |
| 27 mai  | Poul Schlüter                        | Homme politique danois.                                                                                | 92    | (da)   |
| 27 mai  | Kees de Jager                        | Astronome néerlandais.                                                                                 | 100   | (nl)   |
| 28 mai  | Zablon Amanaka                       | Footballeur kényan.                                                                                    | 45    | (en)   |
| 28 mai  | Mark Eaton                           | Basketteur américain.                                                                                  | 64    | (en)   |
| 28 mai  | Markus Egen                          | Hockeyeur sur glace puis entraîneur allemand.                                                          | 93    | (en)   |
| 28 mai  | Henrik Enderlein                     | Économiste et politologue allemand.                                                                    | 46    | (en)   |
| 28 mai  | Benoît Sokal                         | Scénariste et dessinateur de bande dessinée belge.                                                     | 66    |        |
| 29 mai  | Miguel Farré Mallofré                | Pianiste et joueur d'échecs espagnol.                                                                  | 85    | (ca)   |
| 29 mai  | Marcell Jankovics                    | Réalisateur de films d'animation hongrois.                                                             | 79    | (hu)   |
| 29 mai  | Dani Karavan                         | Plasticien et sculpteur israélien.                                                                     | 90    | (he)   |
| 29 mai  | Joe Lara                             | Acteur et musicien américain.                                                                          | 58    | (en)   |
| 29 mai  | Thomas Mathiesen                     | Sociologue de droit norvégien.                                                                         | 87    | (no)   |
| 29 mai  | Paolo Maurensig                      | Romancier italien.                                                                                     | 78    | (it)   |
| 29 mai  | Gavin MacLeod                        | Acteur américain.                                                                                      | 90    | (en)   |
| 29 mai  | Cornelius Sim                        | Cardinal-prêtre brunéien.                                                                              | 69    |        |
| 29 mai  | B. J. Thomas                         | Chanteur et compositeur américain.                                                                     | 78    | (en)   |
| 30 mai  | Bruno Bich                           | PDG de Bic français.                                                                                   | 74    |        |
| 30 mai  | Jason Dupasquier                     | Pilote suisse de moto3.                                                                                | 19    |        |
| 30 mai  | Rick Mitchell                        | Athlète de sprint Australien, médaillé d'argent aux Jeux olympiques d'été de 1980.                     | 66    | (en)   |
| 30 mai  | Keith Mullings                       | Boxeur jamaïcain.                                                                                      | 52    | (es)   |
| 31 mai  | Andreea Bollengier                   | Joueuse d'échecs franco-roumaine.                                                                      | 46    |        |
| 31 mai  | Romain Bouteille                     | Auteur de théâtre, acteur, humoriste et chanteur français.                                             | 84    |        |
| 31 mai  | Michel Brûlé                         | Éditeur et écrivain canadien.                                                                          | 56    |        |
| 31 mai  | Peter Del Monte                      | Scénariste et réalisateur italien.                                                                     | 77    | (it)   |
| 31 mai  | Sandra Escher                        | Psychiatre néerlandaise.                                                                               | 75    | (nl)   |
| 31 mai  | Arlene Golonka                       | Actrice américaine.                                                                                    | 85    | (en)   |
| 31 mai  | Abdessalem Jerad                     | Syndicaliste tunisien.                                                                                 | 84    |        |
| 31 mai  | Raoul Sangla                         | Journaliste, scénariste et réalisateur français.                                                       | 90    |        |
| 31 mai  | Kitenge Yesu                         | Homme d'État congolais.                                                                                | 76    |        |